# Veterinärmedizinische Universität Košice
Die Veterinärmedizinische Universität Košice, slowakisch Univerzita veterinárskeho lekárstva v Košiciach (UVM), ist eine öffentliche Veterinärmedizinische Universität in der slowakischen Stadt Košice. Die Universität wurde am 16. Dezember 1949 gegründet.